# Heterocithara himerta
Heterocithara himerta é uma espécie de gastrópode do gênero Heterocithara, pertencente a família Mangeliidae.